# David Weil
 (août 2022).
David N. Weil est un macroéconomiste américain, intéressé par les questions de la croissance économique, du marché boursier, de la santé. Il enseigne actuellement à l'université Brown. 
Avant de se décider pour l'économie, Weil entreprit les études d'histoire, qui fut couronné par B.A. en histoire en 1982, magna cum laude. Huit ans plus tard, il devient Ph.D. en économie de l'université Harvard.
En 1992, il a, avec Gregory Mankiw et David Romer, élaboré une variante du modèle de Solow en y introduisant le capital humain. Ce papier a connu large écho dans les théories néoclassiques de la croissance. Et plus récemment, avec Hendersonet Storeygard, il vient de publier un article indiquant comment on pouvait mesurer la croissance économique par satellite.

## Quelques publications
- (en) Economic Growth (Boston: Addison-Wesley), 2005

- (en) How Much of Cross-Country Income Variation is Explained by Health? [PDF]
- (en) The Baby Boom and the Stock Market Boom [PDF]
- (en) Mortality Change, the Uncertainity Effect, and Retirement [PDF]
- (en) Accounting for the Effect of Health on Economic Growth [PDF]
- (en) Real Business Cycles: A New Keynesian Perspective [PDF], Journal of Economic Perspectives 3, Summer 1989, 79-90. (Version française [PDF])
- (en) The Baby Boom, the Baby Bust, and the Housing Market [PDF], avec Gregory Mankiw, Regional Science and Urban Economics 19, 1989, 235-258.
- (en) An Asset Allocation Puzzle [PDF], avec Niko Canner et David Weil, American Economic Review 87, mars 1997, 181-191.
- (en) A Contribution to the Empirics of Economic Growth [PDF]. soit ici [PDF], avec David Romer et David Weil, Quarterly Journal of Economics 107: 407-437, mai 1992.